# Media i Uppsala

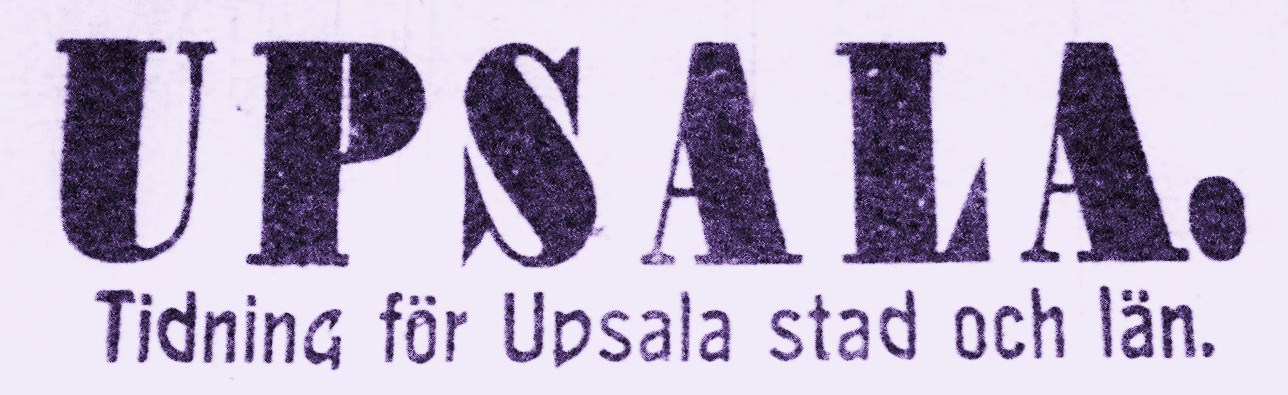
Den 1958 nedlagda tidningen Upsalas logotyp

Lokala massmedia i Uppsala har en lång historia och den dominerande lokaltidningen Upsala Nya Tidning, grundad 1890, är en av Sveriges större sett till upplagans storlek. Då Upsala Nya Tidning sänder lokalkanalen 24.UNT, har tidningen utan tvekan störst inflytande över Uppsalas medialandskap. Uppsala Universitets studenter står även för en stor del av Uppsalas lokalmedia då de sänder både Studentradion 98,9 och Uppsala Student-TV. De flesta av Uppsalas studentnationer ger också ut egna tidskrifter och publikationer. Uppsala har idag flera lokala tidningar, tre lokala TV-kanaler samt två närradiokanaler.

## Tidningar och tidskrifter

### Upsala Nya Tidning
Upsala Nya Tidning (UNT) är en morgontidning som utges i Uppsala, Sveriges fjärde största stad. UNT är liberal och konkurrerar endast med gratistidningarna Uppsalatidningen och Metros riksupplaga. Upplagan 2009 var 52 300 exemplar, vilket gör UNT till den åttonde största tidningen utanför Stockholm (större är endast Göteborgs-Posten, Sydsvenska Dagbladet, Nerikes Allehanda, Östgöta Correspondenten, Dalarnas Tidningar, Helsingborgs Dagblad och Nya Wermlands-Tidningen)[källa behövs]. Vid sin död ålade Axel Johansson exekutorerna av sitt testament att se till så "att tidningen redigeras i liberal, icke i förbudistisk, frireligiös eller socialdemokratisk anda".

#### 18 minuter
18 minuter var en gratis lokal nyhetstidning i Uppsala utgiven av Upsala Nya Tidning. Tidningen delades ut på vardagar i ställ runtom i Uppsala, samt på ULs bussar och på Upptåget. Tidningens första nummer gavs ut 11 maj 2009, och det sista numret kom ut den 18 juni 2013. Redaktionen bestod av tre personer samt redigeringspersonal på NTM-kollegan Extra Östergötland. Redaktör var Jens Pettersson, som också var med och startade tidningen.

### Uppsalatidningen
Uppsalatidningen var en politiskt oberoende lokaltidning i Uppsala som gavs ut gratis till i stort sett samtliga hushåll i Uppsala och Knivsta. Tidningen kom ut en gång i veckan. Den gavs ut första gången den 16 januari 2005 och sista gången i slutet av januari 2023. På många offentliga platser i Uppsala med omnejd kunde man också ta tidningen i ställ. Uppsalatidningen bevakade bland annat samhälle, kultur, sport och nöje ur ett lokalt perspektiv. Upplagan var 94 000 exemplar, varav  81 000 delas ut direkt till hushållen varje torsdag, 12 700 ex delades ut via tidningsställ och 300 exemplar delades ut adresserat. Uppsalatidningen ingick fram till 2013 i DirektPress-kedjan, därefter ägdes den av NTM-koncernen.

### Ergo
Studenttidningen Ergo är Uppsala studentkårs medlemstidning som har utgivits sedan år 1924. Utgivningen omfattar sedan 2010 12 nummer per år, och innehåller bland annat nyheter, kultur, debatt och ledare samt kalendarium för studentaktiviteter i Uppsala, inklusive studentföreningar och nationsliv. Upplagan beräknades år 2015 ligga på 30.000 exemplar.

## TV

### 24 UNT
24.UNT är en svensk TV-kanal som började sända lokalt runt Uppsala i det digitala marknätet från 26 oktober 2010. Man fick tillstånd av Radio- och TV-verket den 17 juni 2010.

### ABC
ABC är  Sveriges Televisions lokala nyhetsprogram för Stockholms län (länsbokstav AB) och Uppsala län (länsbokstav C). ABC:s verksamhet inleddes med den första nyhetssändningen den 31 augusti 1987, och Stockholms och Uppsala län var de sista regionerna i Sverige att få regionala nyhetsprogram i Sveriges Television. Programmen, som till största del handlar om Stockholms län, sänds från nyhetsstudion på SVT i TV-huset i Stockholm.

### Uppsala Student-TV
Uppsala Student-TV (USTV) är en lokal TV-kanal i Uppsala, grundad 2002. De gör program som är huvudsakligen riktade till studenter.

### TV4-nyheterna Uppsala
TV4-nyheterna Uppsala är en nyhetsredaktion som tillhör TV4-gruppen och som sänder lokalnyheter över Uppsala län. Kanalen har sju anställda i Uppsala och sänder med programledare från Stockholm. De sänder sex gånger varje vardagsdygn: 06:33, 07:33, 08:33, 09:33, 19:00 och måndag-torsdag 22.30.

## Radio

### City 106,5
City 106,5 var en radiostation i Uppsala som ägdes och drevs av Upsala Nya Tidning. City 106,5 inriktade sig på att spela blandad musik, i likhet med Mix Megapol. City 106,5 hade ett maximal möjlig räckvidd om 223 000 personer. Av dessa lyssnade 15,4% på kanalen. Enda kommersiella konkurrenten i Uppsala-etern var Rix FM.
Kanalen sände även morgonprogrammet Äntligen morgon med Adam & Gry varje vardag. Kanalen sände nyheter från TV4.

### P4 Uppland
P4 Uppland, även kallat SR Uppland eller Radio Uppland, hörs i Uppsala län men kanalen går också att lyssna på söder om Gävle, vissa delar av Stockholms län samt åt Enköpingshållet. I kanalens utbud ingår nyhetsprogram, underhållning, nyhetssändningar på halvslag samt lokal sport. Även vissa rikstäckande program som Karlavagnen sänds från SR Uppland.Redaktionen, som finns på Bredgränd 7 i centrala Uppsala, består av ca 20 anställda vilka är tekniker, reportrar, programledare, chefer och administrativ personal.

### Studentradion 98,9
Studentradion 98,9, ibland även kallad Uppsala Studentradio, har sedan 1984 sänt närradio över Uppsalaområdet och drivs idag 2010 av hundratalet medlemmar varav majoriteten är studenter. 
Grundare av Studentradion 98,9 var ett antal nationer och Studentkåren. Verksamheten togs sedan över av Kuratorskonventet, som fram till maj 2009 även var Studentradion 98,9:s huvudmän. Studentradion 98,9:s finansiering kommer främst ifrån Uppsala universitet som tillhandahåller lokaler i Ekonomikum samt via reklamförsäljning. Samtliga medarbetare arbetar ideellt förutom stationschef som är arvoderad. Stationschef 2011 är Ingrid Broman.
Studentradion har varit nominerad för priset bästa närradio på Stora radiopriset.